# سياسة العراق المائية
خدمة المياه والصرف الصحي في العراق للمياه قيمة كبيرة في الخدمات في العراق، يوجد للعراق عدة موارد مائية ومن أبرزها نهري دجلة والفرات بالإضافة إلى المياه الجوفية، وقد تم إنشاء شبكات الصرف الصحي والمجاري في العديد من المدن العراقية، لكن العراق يعاني حالياً من سوء وردائة الصرف الصحي في العراق، حيث أصبحت شوارع مدن كبيرة مثل بغداد والبصرة والكوت وقد توفي من جراء هذه الفيضانات أكثر من 50 شخص بسبب الصعقات الكهربائية الناتجة من كوابل الكهرباء الساقطة على الشوارع والتي تنقل الكهرباء بدورها عن طريق الماء وتصعق المواطنين بالكهرباء.